# Риджънси Ентърпрайсис
„Риджънси Ентърпрайсис“ (на английски: Regency Enterprises) е американска развлекателна компания, създадена от Арнън Милчън през 1982 г. Дейността е съсредоточена за филми и сериали.

## Филмография
Първоначално най-често произвежда филми на „Уорнър Брос“ през 90-те години, а днес произвежда на „Туентиът Сенчъри Студиос“, преди да бъде закупен от „Уолт Дисни Студиос“ през 2019 г.

### Филми

#### 1980-те години
като Embassy International Pictures
1. 18 февруари 1983 г. – „Кралят на комедията“, разпространител „Туентиът Сенчъри Фокс“
2. 1 юни 1984 г. – „Имало едно време в Америка“, разпространител „Уорнър Брос“, копродукция с The Ladd Company, PSO International и Rafran Cinematografica
3. 18 декември 1985 г. – „Бразилия“, разпространител „Юнивърсъл Пикчърс“, копродукция с Brazil Productions и „Туентиът Сенчъри Фокс“
4. 31 януари 1986 г. – Stripper, разпространител „Туентиът Сенчъри Фокс“
5. 18 април 1986 г. – „Легенда“, разпространител „Юнивърсъл Пикчърс“, копродукция с „Туентиът Сенчъри Фокс“
6. 4 октомври 1987 г. – Man on Fire, разпространител „Трай-Стар Пикчърс“, некредитиран; копродукция с Acteurs Auteurs Associes, 7 Films Cinema, Cima Produzioni, France 3 Cinema и Sep Films

като Regency International Pictures
1. 3 февруари 1989 г. – „Кой е Хари Кръмб?“, разпространител „Трай-Стар Пикчърс“, некредитиран; копродукция с Frostbacks и NBC Productions
2. март 1989 г. – Big Man on Campus, разпространител Vestron Pictures, като Regency International Pictures
3. 8 декември 1989 г. – „Войната на семейство Роуз“, разпространител „Туентиът Сенчъри Фокс“

#### 1990-те години
като Regency International Pictures
1. 23 март 1990 г. – „Хубава жена“, разпространител „Буена Виста Пикчърс“
2. 27 април 1990 г. – Q&A, разпространител „Трай-Стар Пикчърс“

като Regency Enterprises
1. 15 март 1991 г. – „Виновен по подозрение“, разпространител „Уорнър Брос“, некредитиран
2. 10 май 1991 г. – „Switch“, разпространител „Уорнър Брос“, некредитиран по домашни издания, кредитиран като Odyssey/Regency в световен мащаб; копродукция с HBO Pictures и Cinema Plus L.P.
3. 20 декември 1991 г. – „Джей Еф Кей“, разпространител „Уорнър Брос“, копродукция с Le Studio Canal+, Alcor Films, Ixtlan Productions и A. Kitman Ho Productions
4. 28 февруари 1992 г. – „Кралете на мамбото“ и „Спомените на един невидим човек“, разпространител „Уорнър Брос“, Le Studio Canal+ и Alcor Films
5. 27 март 1992 г. – „Силата на един човек“, разпространител „Уорнър Брос“, копродукция с Village Roadshow Pictures, Le Studio Canal+ и Alcor Films
6. 1 май 1992 г. – Turtle Beach, разпространител „Уорнър Брос“, копродукция с Village Roadshow Pictures
7. 9 октомври 1992 г. – „Под обсада“, разпространител „Уорнър Брос“, копродукция с Le StudioCanal+ и Alcor Films
8. 5 февруари 1993 г. – „Съмърсби“, разпространител „Уорнър Брос“, копродукция с Le StudioCanal+ и Alcor Films
9. 26 февруари 1993 г. – „Пропадане“, разпространител „Уорнър Брос“, копродукция с Le StudioCanal+, Alcor Films и Arnold Kopelson Productions
10. 28 май 1993 г. – „Произведено в Америка“, разпространител „Уорнър Брос“, копродукция с Le StudioCanal+, Alcor Films, Stonebridge Entertainment и Kalola Productions, Inc.
11. 16 юли 1993 г. – „Волният Уили“, разпространител „Уорнър Брос“, под Warner Bros. Family Entertainment, копродукция с Le Studio Canal+, Alcor Films и Donner/Shuler-Donner
12. 6 август 1993 г. – „Тази нощ“, разпространител „Уорнър Брос“, копродукция с Le StudioCanal+ и Alcor Films
13. 24 ноември 1993 г. – „Лешникотрошачката“, разпространител „Уорнър Брос“, под Warner Bros. Family Entertainment, копродукция с Elektra Entertainment, Robert A. Krasnow Productions и Robert Hurwitz Productions
14. 8 декември 1993 г. – „Шест степени на разделение“, разпространител MGM/UA Distribution Co., копродукция с Metro-Goldwyn-Mayer и Maiden Movies
15. 25 декември 1993 г. – „Между небето и земята“, разпространител „Уорнър Брос“, копродукция с Le Studio Canal+, Alcor Films, Ixtlan Productions и Todd-AO/TAE Productions
16. 20 юли 1994 г. – „Клиентът“, разпространител „Уорнър Брос“, копродукция с Alcor Films
17. 26 август 1994 г. – „Убийци по рождение“, разпространител „Уорнър Брос“, копродукция с Alcor Films, Ixtlan Productions и J.D. Productions
18. 30 септември 1994 г. – „Партньори“, разпространител „Уорнър Брос“, копродукция с Alcor Films и Sarah Radclyffe/Fron Film
19. 2 декември 1994 г. – „Тай Коб“, разпространител „Уорнър Брос“, копродукция с Alcor Films
20. 3 февруари 1995 г. – „Забранено за момчета“, разпространител „Уорнър Брос“, копродукция с Le Studio Canal+, Alcor Films и Hera Productions
21. 14 юли 1995 г. – „Под обсада 2: Мрачната територия“, разпространител „Уорнър Брос“, копродукция с Seagal/Nasso Productions
22. 19 юли 1995 г. – „Волният Уили 2“, разпространител „Уорнър Брос“, под Warner Bros. Family Entertainment, копродукция с Le Studio Canal+, Alcor Films и Shuler Donner/Donner
23. 22 септември 1995 г. – „Емпайър Рекърдс“, разпространител „Уорнър Брос“, копродукция с Alan Riche/Tony Ludwig Productions
24. 27 октомври 1995 г. – „Имитаторът“, разпространител „Уорнър Брос“
25. 15 декември 1995 г. – „Жега“, разпространител „Уорнър Брос“, копродукция с Foward Pass
26. 24 юли 1996 г. – „Време да убиваш“, разпространител „Уорнър Брос“
27. 16 август 1996 г. – „Тенекиена купа“, разпространител „Уорнър Брос“, копродукция с Gary Foster Productions
28. 23 август 1996 г. – „Микробусът“, разпространител „Уорнър Брос“
29. 6 септември 1996 г. – „Фантасмагор“, разпространител „Уорнър Брос“, копродукция с Yorktown Productions
30. 20 септември 1996 г. – „Гонещият слънцето“, разпространител „Уорнър Брос“, копродукция с Veechio-Appledown Productions
31. 20 октомври 1996 г. – „Северна звезда“, разпространител „Уорнър Брос“, копродукция с AFCL Productions, M6, Federal Films, Monarchy Enterprises, Nordic Screen Development, Urania Films, Canal+, Sofinergie 3, Cofimage 6, ProCrep, и The Eurimages Fund of the Council of Europe
32. 18 април 1997 г. – „Убийство 1600“, разпространител „Уорнър Брос“, копродукция с Arnold Kopelson Productions
33. 6 август 1997 г. – „Волният Уили 3: Спасението“, разпространител „Уорнър Брос“, под Warner Bros. Family Entertainment, копродукция с Shuler Donner/Donner
34. 19 септември 1997 г. – „Поверително от Ел Ей“, разпространител „Уорнър Брос“, копродукция с The Wolper Organization
35. 17 октомври 1997 г. – „Време за раздяла“, разпространител „Уорнър Брос“
36. 17 октомври 1997 г. – „Адвокат на Дявола“, разпространител „Уорнър Брос“, копродукция с TaurusFilm и Kopelson Entertainment
37. 14 ноември 1997 г. – „Човекът, който знаеше твърде малко“, разпространител „Уорнър Брос“, копродукция с TaurusFilm и Polar Productions
38. 20 февруари 1998 г. – „Съдба на куртизанка“, разпространител „Уорнър Брос“, копродукция с TaurusFilm и Bedford Falls Productions
39. 10 април 1998 г. – „Град на ангели“, разпространител „Уорнър Брос“, копродукция с TaurusFilm и Atlas Entertainment
40. 29 юли 1998 г. – „Парламентьорът“, разпространител „Уорнър Брос“, копродукция с TaurusFilm и Mandeville Films
41. 5 февруари 1999 г. – „Просто неустоима“, разпространител „Туентиът Сенчъри Фокс“, копродукция с TaurusFilm и Polar Productions
42. 16 април 1999 г. – „Сбогом, любовнико“, разпространител „Уорнър Брос“, копродукция с TaurusFilm, Gotham Entertainment Group и Lightmotive; международно разпространение от „Туентиът Сенчъри Фокс“
43. 23 април 1999 г. – „Контролна кула“, разпространител „Туентиът Сенчъри Фокс“, копродукция с TaurusFilm, Linson Films и Fox 2000 Pictures
44. 30 април 1999 г. – „Клопка“, разпространител „Туентиът Сенчъри Фокс“, копродукция с TaurusFilm, Fountainbridge Films и Michael Hertzberg Productions
45. 14 май 1999 г. – „Сън в лятна нощ“, разпространител „Фокс Сърчлайт Пикчърс“, копродукция с TaurusFilm и Panoramica
46. 15 октомври 1999 г. – „Боен клуб“, разпространител „Туентиът Сенчъри Фокс“, копродукция с TaurusFilm, Linson Films и Fox 2000 Pictures

#### 2000-те години
1. 2 юни 2000 г. – „Агент XXL“, разпространител „Туентиът Сенчъри Фокс“, копродукция с TaurusFilm, Friendly Films и Runteldat Entertainment
2. 6 октомври 2000 г. – „Земя на тигри“, разпространител „Туентиът Сенчъри Фокс“, копродукция с KirchMedia и Haft Entertainment
3. 20 октомври 2000 г. – „Шеметна сделка“, разпространител „Туентиът Сенчъри Фокс“, копродукция с KirchMedia и Trevor Albert Productions
4. 20 април 2001 г. – „Прецаканият Фреди“, разпространител „Туентиът Сенчъри Фокс“, копродукция с Epsilon Motion Pictures и MBST Productions
5. 28 септември 2001 г. – „Нито дума“, разпространител „Туентиът Сенчъри Фокс“, копродукция с Epsilon Motion Pictures, Village Roadshow Pictures, NPV Entertainment, Further Films и Kopelson Entertainment
6. 5 октомври 2001 г. – „Убиец на пътя“, разпространител „Туентиът Сенчъри Фокс“, копродукция с Epsilon Motion Pictures, Bad Robot Productions и LivePlanet
7. 21 ноември 2001 г. – „Черният рицар“, разпространител „Туентиът Сенчъри Фокс“, копродукция с Epsilon Motion Pictures, Runteldat Entertainment и The Firm, Inc.
8. 21 декември 2001 г. – „Невероятният Джо“, разпространител „Туентиът Сенчъри Фокс“, копродукция с Epsilon Motion Pictures, Fox 2000 Pictures и Kopelson Entertainment
9. 5 април 2002 г. – „Тежки престъпления“, разпространител „Туентиът Сенчъри Фокс“, копродукция с Epsilon Motion Pictures, Monarch Pictures, Manifest Film Company и Janet Yang Productions
10. 26 април 2002 г. – „Живот или нещо подобно“, разпространител „Туентиът Сенчъри Фокс“, копродукция с Epsilon Motion Pictures и Davis Entertainment
11. 10 май 2002 г. – „Изневяра“, разпространител „Туентиът Сенчъри Фокс“, копродукция с Epsilon Motion Pictures и Fox 2000 Pictures
12. 14 февруари 2003 г. – „Дявол на доброто“, разпространител „Туентиът Сенчъри Фокс“, копродукция с Epsilon Motion Pictures, Marvel Enterprises и Horseshoe Bay Productions
13. 16 май 2003 г. – „Долу любовта“, разпространител „Туентиът Сенчъри Фокс“, копродукция с Fox 2000 Pictures, Jinks/Cohen Company, Mediastream Dritte Film GmbH & Co. Beteiligungs KG и Epsilon Motion Pictures
14. 30 май 2003 г. – „Погрешен завой“, разпространител „Туентиът Сенчъри Фокс“, единствено разпространение в САЩ; продуциран от Summit Entertainment, Constantin Film, Newmarket Films, Media Cooperation One и Stan Winston Studio
15. 17 октомври 2003 г. – „Присъда за продан“, разпространител „Туентиът Сенчъри Фокс“, копродукция с Epsilon Motion Pictures и Mojo Films
16. 9 април 2004 г. – „Съседка за секс“, разпространител „Туентиът Сенчъри Фокс“, копродукция с Epsilon Motion Pictures и Daybreak Productions
17. 23 април 2004 г. – „Мъж под прицел“, разпространител „Туентиът Сенчъри Фокс“, копродукция с Fox 2000 Pictures, Epsilon Motion Pictures и Scott Free Productions
18. 24 септември 2004 г. – „Дъщерята на президента“, разпространител „Туентиът Сенчъри Фокс“, копродукция с Epsilon Motion Pictures, Spirit Dance Entertainment и Davis Entertainment
19. 14 януари 2005 г. – „Електра“, разпространител „Туентиът Сенчъри Фокс“, копродукция с Epsilon Motion Pictures, Marvel Enterprises, Horseshoe Bay Productions и SAI Productions
20. 25 март 2005 г. – „Познай кой“, разпространител „Кълъмбия Пикчърс“, копродукция с Epsilon Motion Pictures, 3 Arts Entertainment, Tall Trees Productions и Katalyst Media; международно разпространение от „Туентиът Сенчъри Фокс“
21. 10 юни 2005 г. – „Мистър и мисис Смит“, разпространител „Туентиът Сенчъри Фокс“, копродукция с Epsilon Motion Pictures, Summit Entertainment и Weed Road Pictures
22. 30 септември 2005 г. – „Поздрав от Манхатън“, разпространител „Туентиът Сенчъри Фокс“, копродукция с Epsilon Motion Pictures и Pariah
23. 21 октомври 2005 г. – „Остани“, разпространител „Туентиът Сенчъри Фокс“, копродукция с Epsilon Motion Pictures
24. 11 ноември 2005 г. – „Сезонът на буквите“, разпространител „Фокс Сърчлайт Пикчърс“, копродукция с Epsilon Motion Pictures, Bona Fide Productions, i5 Films, Fox Searchlab и Merkel Verwaltungsgesellschaft Productions
25. 27 януари 2006 г. – „Агент XXL 2“, разпространител „Туентиът Сенчъри Фокс“, копродукция с Epsilon Motion Pictures, Deep River Films, Firm Films и Runteldat Entertainment
26. 17 февруари 2006 г. – „Романтичен филм“, разпространител „Туентиът Сенчъри Фокс“, копродукция с Epsilon Motion Pictures
27. 21 април 2006 г. – „Стражът“, разпространител „Туентиът Сенчъри Фокс“, копродукция с Epsilon Motion Pictures и Furthur Films
28. 12 май 2006 г. – „Лош късмет“, разпространител „Туентиът Сенчъри Фокс“, копродукция с Epsilon Motion Pictures, Cheyenne Enterprises и Silvercup Studios
29. 21 юли 2006 г. – „Моята супер бивша“, разпространител „Туентиът Сенчъри Фокс“, копродукция с Epsilon Motion Pictures и Pariah
30. 22 ноември 2006 г. – „Изворът на живота“, разпространител „Уорнър Брос“, копродукция с Epsilon Motion Pictures, Muse Entertainment Enterprises и Protozoa Pictures; международно разпространение от „Туентиът Сенчъри Фокс“,
31. 22 ноември 2006 г. – „Космическа Коледа“, разпространител „Туентиът Сенчъри Фокс“, копродукция с Epsilon Motion Pictures
32. 26 януари 2007 г. – „Епичен филм“, разпространител „Туентиът Сенчъри Фокс“, копродукция с Epsilon Motion Pictures и Paul Schiff Productions
33. 6 април 2007 г. – „Пожарникарско куче“, разпространител „Туентиът Сенчъри Фокс“, копродукция с C.O.R.E. Digital Pictures и Epsilon Motion Pictures
34. 14 декември 2007 г. – „Алвин и чипоносковците“, разпространител „Туентиът Сенчъри Фокс“, копродукция с Dune Entertainment, Fox 2000 Pictures и Bagdasarian Productions
35. 14 февруари 2008 г. – „Запознай се със спартанците“, разпространител „Туентиът Сенчъри Фокс“, копродукция с 3 in the Box
36. 14 март 2008 г. – „Телепорт“, разпространител „Туентиът Сенчъри Фокс“, копродукция с Hypnotic, Dune Entertainment и Epsilon Motion Pictures
37. 11 април 2008 г. – „Улични крале“, разпространител „Фокс Сърчлайт Пикчърс“, копродукция с 3 Arts Entertainment и Dune Entertainment
38. 9 май 2008 г. – „Да си остане във Вегас“, разпространител „Туентиът Сенчъри Фокс“, копродукция с 21 Laps Entertainment, Mosaic Media Group, Dune Entertainment и Penn Station Productions
39. 11 юли 2008 г. – „Срещи с Дейв“, разпространител „Туентиът Сенчъри Фокс“, копродукция с Deep River Productions, Dune Entertainment, Guy Walks Into a Bar Productions и Tollin/Robbins Productions
40. 15 август 2008 г. – „Огледала“, разпространител „Туентиът Сенчъри Фокс“, копродукция с Luna Pictures и Enteractive
41. 25 декември 2008 г. – „Марли и аз“, разпространител „Туентиът Сенчъри Фокс“, копродукция с Fox 2000 Pictures, Sunswept Entertainment и Dune Entertainment
42. 9 януари 2009 г. – „Булчински войни“, разпространител „Туентиът Сенчъри Фокс“, копродукция с Fox 2000 Pictures, Birde Riche/Ludwig Productions и Dune Entertainment
43. 31 юли 2009 г. – „Пришълци в тавана“, разпространител „Туентиът Сенчъри Фокс“, копродукция с Davis Entertainment и Josephson Entertainment
44. 13 ноември 2009 г. – „Фантастичният господин Фокс“, разпространител „Туентиът Сенчъри Фокс“, копродукция с 20th Century Fox Animation, Indian Paintbrush и American Empirical Pictures
45. 23 декември 2009 г. – „Алвин и чипоносковците 2“, разпространител „Туентиът Сенчъри Фокс“, копродукция с Fox 2000 Pictures, Bagdasarian Productions и Dune Entertainment

#### 2010-те години
1. 4 юни 2010 г. – „Мармадюк“, разпространител „Туентиът Сенчъри Фокс“, копродукция с Davis Entertainment и Dune Entertainment
2. 23 юни 2010 г. – „Истинска измама“, разпространител „Туентиът Сенчъри Фокс“, копродукция с Dune Entertainment и Media Rights Capital
3. 18 август 2010 г. – „Вампирите не струват“, разпространител „Туентиът Сенчъри Фокс“, копродукция с 3 in the Box
4. 19 октомври 2010 г. – „Огледала 2“, разпространител „Туентиът Сенчъри Фокс“
5. 26 ноември 2010 г. – „Любовта е опиат“, разпространител „Туентиът Сенчъри Фокс“, копродукция с Fox 2000 Pictures, Dune Entertainment, Stuber Pictures и Bedford Falls Productions
6. 18 февруари 2011 г. – „Агент XXL 3: Еволюция“, разпространител „Туентиът Сенчъри Фокс“, копродукция с Friendly Films, Runteldat Entertainment, The Collective и Dune Entertainment
7. 1 юли 2011 г. – „Монте Карло“, разпространител „Туентиът Сенчъри Фокс“, копродукция с Fox 2000 Pictures, Di Novi Pictures, Dune Entertainment и Blossom Films
8. 30 септември 2011 г. – „Точната бройка“, разпространител „Туентиът Сенчъри Фокс“, копродукция с Contrafilm
9. 28 октомври 2011 г. – „Дилъри на време“, разпространител „Туентиът Сенчъри Фокс“, копродукция с Strike Entertainment
10. 16 декември 2011 г. – „Алвин и чипоносковците 3: Чипо-Крушение“, разпространител „Туентиът Сенчъри Фокс“, копродукция с Fox 2000 Pictures, Bagdasarian Productions и Dune Entertainment
11. 25 декември 2011 г. – The Darkest Hour, разпространител „Сюмит Ентъртейнмънт“, копродукция с Bazelevs Company и Jacobson Company; международно разпространение от „Туентиът Сенчъри Фокс“
12. 18 януари 2013 г. – „Покварен град“, разпространител „Туентиът Сенчъри Фокс“, копродукция с 1984 Private Defense Contractors, Emmett/Furla Films, Inferno Distribution, Closest to the Hole Productions, Leverage Entertainment, Black Bear Pictures, Allen Hughes Productions и Envision Entertainment
13. 7 юни 2013 г. – „Стажанти“, разпространител „Туентиът Сенчъри Фокс“, копродукция с TSG Entertainment, 21 Laps Entertainment и Wild West Picture Show Productions
14. 4 октомври 2013 г. – „Надцакването“, разпространител „Туентиът Сенчъри Фокс“, копродукция с Appian Way Productions и Double Feature Films
15. 8 ноември 2013 г. – „12 години в робство“, разпространител „Фокс Сърчлайт Пикчърс“, копродукция с River Road Entertainment, Plan B Entertainment и Film4 Productions
16. 28 март 2014 г. – „Ной“, разпространител „Парамаунт Пикчърс“, копродукция с Protozoa Pictures
17. 17 юни 2014 г. – „Убиец на пътя 2“, разпространител „Туентиът Сенчъри Фокс“
18. 3 октомври 2014 г. – „Не казвай сбогом“, разпространител „Туентиът Сенчъри Фокс“, копродукция с TSG Entertainment
19. 21 октомври 2014 г. – „Погрешен завой 6: Последно убежище“, разпространител „Туентиът Сенчъри Фокс“, копродукция с Summit Entertainment и Constantin Film
20. 6 март 2015 г. – „Кофти сделка“, разпространител „Туентиът Сенчъри Фокс“, копродукция с Escape Artists
21. 17 април 2015 г. – „Истинска история“, разпространител „Фокс Сърчлайт Пикчърс“, копродукция с Plan B Entertainment
22. 29 май 2015 г. – „Алоха“, разпространител „Кълъмбия Пикчърс“, копродукция с RatPac Entertainment, Scott Rudin Productions и Vinyl Films; международно разпространение от „Туентиът Сенчъри Фокс“
23. 11 декември 2015 г. – „Големият залог“, разпространител „Парамаунт Пикчърс“, копродукция с Plan B Entertainment
24. 18 декември 2015 г. – „Алвин и чипоносковците: Голямото чипоключение“, разпространител „Туентиът Сенчъри Фокс“, копродукция с Fox 2000 Pictures, Bagdasarian Productions и TSG Entertainment
25. 25 декември 2015 г. – „Завръщането“, разпространител „Туентиът Сенчъри Фокс“, копродукция с RatPac Entertainment, Anonymous Content, M Productions и Appian Way Productions
26. 23 ноември 2016 г. – „Правилата не важат“, разпространител „Туентиът Сенчъри Фокс“, копродукция с RatPac Entertainment, Worldview Entertainment, Shangri-La Entertainment, Demarest Films и Taitra
27. 21 декември 2016 г. – „Assassin's Creed“, разпространител „Туентиът Сенчъри Фокс“, копродукция с Ubisoft Motion Pictures, DMC Films и The Kennedy/Marshall Company
28. 17 февруари 2017 г. – „Лек за живот“, разпространител „Туентиът Сенчъри Фокс“, копродукция с Blind Wink Productions
29. 23 март 2018 г. – „Не на себе си“, разпространител Bleecker Street, коразпространен със Fingerprint Releasing; копродукция с Extension 765; международно разпространение от „Туентиът Сенчъри Фокс“
30. 2 ноември 2018 г. – „Бохемска рапсодия“, разпространител „Туентиът Сенчъри Фокс“, копродукция с GK Films и Queen Films
31. 9 ноември 2018 г. – „Момичето в паяжината“, разпространител „Кълъмбия Пикчърс“, копродукция с Metro-Goldwyn-Mayer, Scott Rudin Productions, Yellow Bird, The Cantillon Company и Pascal Pictures
32. 16 ноември 2018 г. – „Вдовици“, разпространител „Туентиът Сенчъри Фокс“, копродукция с Film4, Lammas Park Productions, See-Saw Films и TSG Entertainment
33. 13 април 2019 г. – „Остров Гуава“, разпространител „Амазон Студиос“
34. 20 септември 2019 г. – „Към звездите“, разпространител „Туентиът Сенчъри Фокс“, копродукция с TSG Entertainment, Bona Film Group, Plan B Entertainment, RT Features, Keep Your Head Productions и MadRiver Pictures
35. 18 октомври 2019 г. – „Фарът“, разпространител A24, копродукция с RT Features; международно разпространение от Focus Features
36. 25 декември 2019 г. – „Малки жени“, разпространител „Кълъмбия Пикчърс“, копродукция с Pascal Pictures

#### 2020-те години
1. 30 октомври 2020 г. – „His House“, разпространен от „Нетфликс“, копродукция с BBC Films, Vertigo Entertainment и Starchild Pictures
2. 17 септември 2021 г. – Everybody's Talking About Jamie, разпространител „Амазон Студиос“, копродукция с Film4 Productions и Warp Films
3. 18 март 2022 г. – „Дълбока вода“, разпространител „Хулу“, копродукция с „Туентиът Сенчъри Фокс“, Film Rites, Entertainment 360, Keep Your Head и Entertainment One; международно разпространение от Amazon Prime Video
4. 22 април 2022 г. – „Викингът“,[3] разпространен от Focus Features, международно разпространение от „Юнивърсъл Пикчърс“

#### Предстоящи
1. 4 ноември 2022 г. – „Амстердам“, разпространител „Туентиът Сенчъри Фокс“, копродукция с DreamCrew, Keep Your Head и Corazon Hayagriva[4]
2. 6 октомври 2023 г. – „Истинска любов“, разпространител „Туентиът Сенчъри Фокс“[5]

### Сериали
1. 2000 – 2006 г. – „Малкълм“ (копродукция със Satin City и Fox Television Studios)